# Jones County (Mississippi)
Jones County is een county in de Amerikaanse staat Mississippi.
De county heeft een landoppervlakte van 1.797 km² en telt 64.958 inwoners (volkstelling 2000). De hoofdplaats is Laurel.

## Bevolkingsontwikkeling

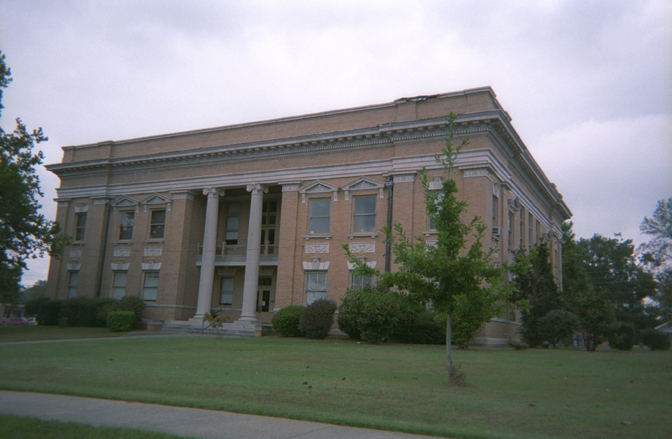
Jones County Courthouse